# Riedeliops yalanus
Riedeliops yalanus es una especie de coleóptero de la familia Attelabidae.

## Distribución geográfica
Habita en Tailandia.